# Broto
Pour les articles homonymes, voir Broto (homonymie).
Broto est une municipalité de la comarque de Sobrarbe, dans la province de Huesca, dans la communauté autonome d'Aragon en Espagne.

## Villages
Broto compte, en plus du village de Broto proprement dit, cinq villages habités (ci-dessous) et quatre villages abandonnés : Ayerbe de Broto, Basarán, Escartín, Otal et Yosa. 
| Villages      | Habitants (2021) |
| ------------- | ---------------- |
| Asín de Broto | 34               |
| Bergua        | 33               |
| Buesa         | 43               |
| Oto           | 71               |
| Sarvisé       | 100              |